# Borda da Mata
Borda da Mata é um município brasileiro do estado de Minas Gerais. Sua população em 2022 foi recenseada em 17 404 habitantes.

## História
Por volta de 1754, uma comitiva chefiada pelo ilhéu Francisco Vieira Fagundes, acompanhado de sua mulher Margarida de Oliveira Leitão e de seus filhos vindos de Atibaia, veio a se instalar em terras que se limitavam entre as matas e os campos,  erguendo a Fazenda de Borda da Mata, sendo estes os primeiros habitantes e os fundadores da povoação que se formaria.
Em 1828, era erguida a Capela de Nossa Senhora do Carmo de Borda da Mata, em terrenos pertencentes à fazenda. O Padre Bernardo Leite Ferreira foi o primeiro sacerdote da capela e por sugestão do Bispo de São Paulo, Dom Antônio Joaquim de Melo, influenciou a construção de casas ao redor da capela.
No ano de 1886, um dos fazendeiros, Daniel Dioclesiano da Silva, doou 8 alqueires de suas terras à Igreja para a construção de novas casas locais. A partir de 1891, o pequeno povoado se tornou um distrito subordinado ao município de Pouso Alegre.
Durante o auge do período do ciclo do café, os trilhos da Estrada de Ferro Sapucaí chegaram ao distrito em 1895 e estando estes interligados às linhas férreas da Companhia Mogiana de Estradas de Ferro, o que facilitou o escoamento da produção cafeeira e madeireira local e estimulou o desenvolvimento econômico da região, simbolizando o progresso e trazendo inúmeros benefícios aos moradores da pequena localidade.
O município foi instalado em 16 de novembro de 1924, desmembrado de Pouso Alegre.

## Geografia
Borda da Mata está situada a 416 km da capital mineira Belo Horizonte.
No ranking de Desenvolvimento Humano Municipal, o índice 0,730 é considerado alto, com a cidade ocupando a 83ª posição, dentre os 853 municípios mineiros. 

## Economia
Com área territorial de 301 km², Borda da Mata produz cerca de 900 toneladas de café em grão por ano em uma área de 750 hectares, segundo dados do IBGE de 2013. Além disso, o município tem participação expressiva no cultivo de milho, feijão, arroz, mandioca e batata. Na pecuária, destaca-se a criação de gado de corte, em 2013, a produção foi de quase 28 mil cabeças. A produção de galináceos também é expressiva, com total de quase 24 mil cabeças.
A produção de leite, ovos e mel também são destaques em Borda da Mata. O seu Produto Interno Bruto (PIB) gira em torno de R$ 256.645. 

## Religião
Religiões em Borda da Mata (2010)
Segundo o Censo demográfico do Brasil de 2010, a população do município era constituída por 82,8% de católicos romanos, 13,6% de protestantes e 0,1% de espíritas.

### Personalidade
A freira carmelita Tereza Margarida do Coração de Maria nasceu na cidade. Em maio de 2023, o Papa Francisco a reconheceu como venerável da Igreja Católica.

## Turismo
Integrante do Circuito Turístico das Malhas do Sul de Minas, a cidade se destaca pela produção de pijamas e tecelagens, as quais são conhecidas em todo o país, atraem turistas para compras e movimentam o comércio local. A cidade também está inserida na rota do Caminho da Fé, no qual fiéis percorrem a pé quase 500 km das cidades de Águas da Prata a Aparecida, atravessando a Serra da Mantiqueira por estradas vicinais, trilhas, bosques e asfalto, por mais de 15 cidades.
No ano de 2005, a hoje Igreja Matriz de Nossa Senhora do Carmo de Borda da Mata foi elevada a basílica pelo Papa Bento XVI, razão pelo qual recebe frequentemente peregrinos e visitantes atraídos pela fé.
Um de seus grandes cartões postais é o Morro do Santo Cruzeiro, que oferece ao visitante uma vista panorâmica do município e de suas belezas naturais, além de abrigar um cruzeiro luminoso que pode ser visto por toda a cidade. 

## Transportes
O município é servido pela MG-290, que o liga às cidades de Pouso Alegre e Jacutinga.
No passado, também foi servido pela Estrada de Ferro Sapucaí, que originalmente o ligava às cidades de Soledade de Minas, Itajubá e também a cidade de Jacutinga. Pela ferrovia, foram operados trens cargueiros e de passageiros que atenderam por muitos anos à população local e estando esta intimamente ligada ao desenvolvimento de Borda da Mata. Após a desativação da ferrovia nos anos 80, o trecho desta que atravessava o município foi erradicado no final daquela década.
O prédio da antiga estação ferroviária da cidade, datado de 1895, atualmente abriga um centro de artesanato.